# スイス国立銀行
スイス国立銀行（スイスこくりつぎんこう）は、スイス連邦の中央銀行。金融政策の実施、スイス・フラン紙幣の発行管理がその役割。総裁はトーマス・ジョルダン。なお、日本銀行は「スイス国民銀行」の訳を用いている
スイス連邦には4種の公用語があるため、制度上の正式名称も4種の言語で併記される。（ドイツ語: Schweizerische Nationalbank, フランス語: Banque Nationale Suisse, イタリア語: Banca Nazionale Svizzera, ロマンシュ語: Banca Naziunala Svizra）法人形態はアクツィエンゲゼルシャフトで、資本金の約55%がカントンや州立銀行のような公的機関による出資。残りは証券市場で取引されており、そのほとんどが個人に所有されている。スイス連邦は一切出資していない。
かつて国際決済銀行が行う金の現物取引に金庫室を提供し、次のような手数料を得ていた。金の預け入れ時に、その金価格の0.003％。保管場所を移し変える場合は0.0015％。外部への発送は0.9％。これに対してニューヨーク連邦準備銀行のサービスだと、預け入れが0.0024％、移し変えが0.0011％であった。
2002年9月22日、保有金の半分1300トンの売却益をどう使うかについて国民投票が行われた。政府案は年金基金、各州、スイス連帯基金の三者に等分割当するというもの。右派は全額年金基金。投票で両案が否決された。
2007年、スイス国立銀行が設立100周年を迎えたことを記念してスイス・ポストが1フラン切手、85ラッペン切手の2種類の記念切手を発行した。それぞれのデザインは100周年に掛けて、100スイス・フラン紙幣のデザインをそのまま採り入れている。

## 金融政策

### 為替レートターゲット
2011年9月、スイス・フランの対ユーロ相場に1ユーロ=1.2フランの上限目標を設定し、2013年11月現在も継続している。
2015年1月15日、上限を撤廃した。スイス・フラン相場は一時、対ユーロで約30％急騰した。この撤廃はIMFにすら事前連絡がなかった。これまでのフラン売り・ユーロ買いの市場介入で、外貨準備は国内総生産の7割まで膨張していた。
その為替ターゲットが放棄され一時は1ユーロ0.8スイスフランにまで増価し、その後1ユーロ約1.0スイスフランに落ち着いた。このスイスフラン高のためにスイス国内の製造業や観光業が打撃を被っている
。スイス国内の時計メーカーはドイツなど周辺国向けに高級時計を輸出し、観光業は海外から多くの観光客を呼び込む。だがスイスフラン高でアルペンスキーのリゾートへの客足が減少。時計産業も苦戦し、スウォッチの株価は15%下落、リシュモンの株価は14%下落となった。リシュモンの2015年度第4四半期の売上は前期比約4%増であり、約30億ユーロに達していたにもかかわらずである。
UBSによるスイスの2015年度の経済成長率予測は1.8%から0.5%に下方修正された。スイス国立銀行は1ユーロ1.2スイスフランを維持すると宣言していたが、一転してその為替ターゲットを放棄した。LVMHは、スイスの銀行家の業務の信用を貶めたとしてスイス国立銀行を非難した。トーマス・ジョルダンは、その為替ターゲットによってスイスを深刻な害から保護したがその為替ターゲットはもはや正当化されないと述べた。
だが一転してその2週間後にスイス国立銀行が1ユーロ1.05から1.10スイスフランのレートを維持するよう非公式な為替ターゲットを導入するのではないかとする憶測が投資家の間で高まった

。スイス国立銀行は公式声明こそ出してはいないが着実に為替市場に介入し、2015年2月上旬において1ユーロ1.05スイスフランのレート水準にまで達している。
スイス国立銀行は沈黙を破り為替市場に再介入する意向をしめした。SNBは既にマイナス0.75%の金利を導入しておりこれによってスイスフラン安誘導への大きなインパクトになったと強調しつつ、必要があればさらなる金利下げも選択肢だとジョルダンは示唆した

。この再介入に先立ち、スイス政府はスイスフラン高が景気減速をもたらすと警告していた。ジョルダンはスイスフランの増価がスイス経済にどの程度影響を与えるかについて予測するのは時期尚早だとしながらも、その増価によってスイスのインフレ率と経済成長率もSNBの予測値を下回るのではないかと述べた。
2015年のギリシャ情勢など、ユーロ安スイスフラン高の圧力が高まることはスイスの輸出産業へのダメージとなる。スイス連邦貿易連合(SGB)は、スイスフランの増価はスイスの雇用と賃金に圧力をかけ、実際に既に何千という雇用が失われていると述べた。そしてSGBは、スイスフランを減価するのにマイナス金利政策だけでは不十分だとしてスイス国立銀行を批判し、再度ユーロに対して公式な為替ターゲットを設定するようスイス国立銀行に要請した。

### マイナス金利
スイス国立銀行は
2015年1月22日より金利をマイナス0.25%にすると発表した。商業銀行によるスイス国立銀行への当座預金のうち、0.25%をその商業銀行がスイス国立銀行に対して支払うことになる。ただし1000万スイスフランを下回る額の当座預金については、そのマイナス金利は適用除外となる
。
マイナス金利導入の背景には原油価格の下落とロシアのルーブル安、そしてECBによる量的緩和が秒読み段階であったこと、
また世界的な景気後退が懸念される中で投資家達が安全なスイスフランへの投資を増やしており、スイスフランが買われることでその通貨が増価することを避けたいとするスイス国立銀行の思惑があった 。スイス国立銀行総裁のトーマス・ジョルダンはスイス国立銀行が設定した為替ターゲットを維持することに努め、必要があれば無制限の外貨購入とさらなる金融政策を行う用意をすると述べた。またジョルダンによれば、このマイナス金利政策の導入に際し一般向けの借入れ貸付にどの程度の金利を設定するかは各々の商業銀行が決めることだという。
1970年代にもスイス国立銀行は外国人が保有する資産に対してマイナス金利を導入したことがあるが、その効果は不十分だった。だが今回のマイナス金利とは比較できないとジョルダンは述べた。2022年6月15日、15年ぶりの利上げを行い、政策金利はマイナス0.25%になった。